# Sayed Darwish
Sayed Darwīsh (in arabo سيد درويش‎?, Sayyid Darwīsh; Alessandria d'Egitto, 17 marzo 1892 – Alessandria d'Egitto, 15 settembre 1923) è stato un cantante e compositore egiziano, considerato uno dei padri della musica popolare egiziana e mediorientale in genere.
Prolifico autore di canzoni in lingua araba egiziana, ancor oggi di grande popolarità, e di operette quali Shehrazad (Shehrazade), al-Bārūka (La parrucca) e al-ʿIshra al-ṭayyiba (La [bella] compagnia), Darwīsh è noto anche fuori dalla sua patria per aver composto la musica dell'inno nazionale egiziano, Bilādī, Bilādī, Bilādī, le cui parole erano state adattate da un famoso discorso pubblico di Muṣṭafā Kāmil.
Nato nel quartiere alessandrino di Kom al-Dekka, Sayyid Darwīsh studiò da bambino in una scuola coranica (kuttāb) appassionandosi alla musica popolare. Fu notato Selim Atallah, capo di una troupe musicale e integrato subito nella sua formazione.
Nel 1909 partecipa a numerose tournée in diversi Paesi arabi, senza però riscuotere un successo particolare. Nel 1913 effettua nuovi viaggi e in Siria incontra ʿOthmān al-Musallī, una grande personalità della musica araba dell'epoca. Nel 1916 si unisce alla compagnia di Georges Abyad e di Salama Hegazi, riscuotendo un crescente consenso di pubblico, che ascoltava e cantava sempre più frequentemente le sue arie e le sue canzoni.
Darwīsh morì per un attacco di cuore, dovuto probabilmente da una overdose di cocaina ad Alessandria di Egitto il 15 settembre 1923 all'età di 31 anni. Per pura casualità, il giorno della sua morte, tornava dall'esilio il popolare leader nazionalista egiziano Sa'd Zaghlul e gli egiziani lo accolsero con la nuova canzone composta da Darwīsh, Bilādī, Bilādī, Bilādī, che è diventata nel 1979 il nuovo inno nazionale egiziano.
La stessa musica è stata utilizzata come inno per alcuni anni dal movimento nazionale palestinese.
Tra le sue canzoni più famose al-Ḥilwa dī ([Quel]la bella ragazza), Zūrūnī kullu sanat marra (Vienimi a trovare una volta l'anno), Shad al-ḥizām (Tira la cinghia), Anā hawayt (Sono innamorato), [Q]um yā Maṣri (In piedi, o Egiziano), Anā raʾaytu rūḥī fī bustān (T'ho visto anima mia in un giardino) e Sālma ya Salāma, espressiva della malinconia degli emigrati. Quest'ultima ispirata dai versi del poeta Badīʿ Khayrī, ebbe grande successo in Europa. Nel 1977 ne cantò una versione francese Dalida (anch'ella, in qualche modo, un'emigrata) e in Italia fu riadattata da Umberto Tozzi (Uomo di sabbia). Fu inoltre inserita nel 1996 nella colonna sonora del film francese Pédale douce, diretto da Gabriel Aghion.